# Kleinschuppiger Schützenfisch
Der Kleinschuppige Schützenfisch (Toxotes microlepis) ist ein Süß- und Brackwasserfisch der in Südasien im Stromgebiet von Mekong und Chao Phraya, auf der Malaiischen Halbinsel sowie auf Sumatra und Borneo vorkommt.

## Merkmale
Er erreicht eine Maximallänge von 15 cm und gehört damit zu den kleineren Schützenfischarten. Das Körperprofil ist an der Bauchseite deutlich stärker gebogen als an der Rückenseite. Die Augen sind groß, das Maul ist zugespitzt. Die einzelne Rückenflosse hat vier oder fünf Flossenstacheln. Mindestens sechs Schuppenreihen liegen zwischen Rückenflossenbasis und der Seitenlinie. Der Kleinschuppige Schützenfisch ist silbrig gefärbt, auf dem Rücken eher gelblich. Auf der oberen Körperhälfte befinden sich vier bis fünf längliche, waagerechte, schwarze Binden oder dreieckige Sattelflecken, dazwischen kleine, schwarze Flecke. Auch der weichstrahlige Abschnitt der Rückenflosse ist schwarz gefleckt.
- Schuppenformel: SL 40–42, bei Exemplaren aus dem mittleren Mekonggebiet 34–37.[1]

## Lebensweise
Der Kleinschuppige Schützenfisch lebt vor allem an den Ufern großer Flüsse im Schatten überhängender Vegetation und ist die häufigste Schützenfischart die in den Mittelläufen der Flüsse weit weg von der Mündung vorkommt. Wie andere Schützenfischarten ernährt sie sich vor allem von terrestrischen Insekten, die mit einem gezielten Wasserstrahl „abgeschossen“ werden, außerdem von aquatischen Insektenlarven, von kleinen Krebstieren und von Zooplankton.